# Chiloglanis lamottei
Chiloglanis lamottei är en fiskart som beskrevs av Daget, 1948. Chiloglanis lamottei ingår i släktet Chiloglanis och familjen Mochokidae. IUCN kategoriserar arten globalt som otillräckligt studerad. Inga underarter finns listade i Catalogue of Life.